# 834 a.C.
L'834 a.C. (DCCCXXXIV a.C. in numeri romani) è un anno  del IX secolo a.C.

## Morti
- Lutipri, re di Urartu